# 리처드 볼레스라브스키

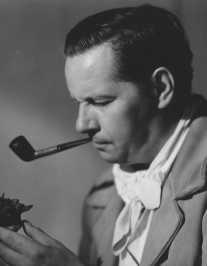

리처드 볼레스라브스키(Richard Boleslawski, 1889년 2월 4일 ~ 1937년 1월 17일)는 폴란드의 극 및 영화 감독, 배우, 연기 교사이다.
러시아 제국 모힐리우포딜스키에서 1889년 2월 4일 태어났다.

## 참여 작품
- 래스퓨틴 앤 더 엠프리스
- 가든 오브 알라